# Страх і тремтіння
«Страх і тремтіння» (дан. Frygt og Bæven) — філософський трактат 1843 року данського мислителя Серена К'єркегора. Філософ розмірковує про старозаповітню історію жертвопринесення Ісаака Авраамом і чудесного порятунку першого. Парадоксальну сутність віри К'єркегор розкриває через роздуми з приводу чуда порятунку Ісаака та самовідданості Авраама, де останній долає етичну перепону вбивства через ірраціональну релігійну віру, яка приводить до Бога.
Заголовок є посиланням на рядок із Филип'ян 2:12: «…працюйте над своїм спасінням зі страхом і трепетом», що, само по собі, є ймовірним посиланням на Псалми 55:5, «Страх і тремтіння напали на мене…».

## Зміст
К'єркегор визнає за Кантом, що з етичної точки зору жертвопринесення сина було б просто вбивством. Але Авраам, по К'єркегору, «переступає через усе етичне, і поза ним він знаходить вищу мету, для якої і усуває етичне». К'єркегор говорить про «телеологічне долання етичного», що можливе для людини, яка живе релігійним життям (на противагу людям, які живуть, за термінологією К'єркегора, естетично або етично).
«Парадокс віри такий: одиничний індивід вище, ніж загальне» (тобто загальні моральні норми); «є абсолютний обов'язок перед Богом», порівняно з яким «етичне виявляється зведеним до відносного». Авраам — «лицар віри», віруючий «силою абсурду». При цьому його віра не є вірою в те, що Бог скасує свій наказ, чи вірою в майбутнє життя: Авраам збирався вчинити жертвопринесення і при цьому «вірив у протиріччя» — у те, що він «постаріє на цій землі, шанований своїм народом, благословенний у своєму роді, незабутній в Ісааку — найулюбленішому в його житті».
У «Страху і трепеті» К'єркегор приховано сперечається з тезою Гегеля про те, що людські уявлення про добре і справедливе визначаються традиціями та нормами відповідного суспільства. На прикладі Авраама він демонструє, що для справді віруючої людини вищою нормою стають не правила і звичаї її родичів, а диктат вищого, божественного порядку, — віра, яку люди, що оточують етичного або естетичного типів, можуть сприймати як щось абсурдне.
К'єркегор пише, що «Нескінченне смирення є останнім етапом перед вірою, тому кожен, хто не здійснив цього руху, не має віри, бо лише в нескінченному смиренні людина усвідомлює свою вічну чинність, і лише тоді можна говорити про осягнення існування силою віри». Як тільки Авраам усвідомив свою вічну силу, він підійшов до дверей віри і діяв згідно зі своєю вірою. У цій дії він став лицарем віри.
Лицар віри. К'єркегор протиставляє «лицаря віри» «трагічному герою», який зрештою не виходить з рамок етичного, хоча б у його діях, на поверхневий погляд, і було щось подібне до вчинку Авраама. Так, як приклад розглядається сюжет трагедії Евріпіда «Іфігенія в Авліді», в якій Агамемнон змушений принести свою дочку Іфігенію в жертву богам, або біблійний персонаж Їфтах, який також по обітниці приносить дочку в жертву. Такий трагічний герой може викликати співчуття, або навіть захоплення, але лицар віри перебуває в екзистенційній самоті, тому що він не міг би раціонально пояснити свої дії — його ніхто не може зрозуміти. К'єркегор вказує, що, наприклад, Ієффай виконує обітницю після перемоги над іноплемінниками; але смерть Ісаака, навпаки, нікому не принесла б користі. Таким чином, Авраам був поставлений у ситуацію, коли від нього вимагалося «вірити силою абсурду», і він витримав це випробування.

## Інтерпретація
Деякі автори вважають твір автобіографічним. Це можна пояснити тим, як К'єркегор працював над собою через втрату (за власним важким вибором) своєї нареченої Регіни Ольсен. У цій інтерпретації Авраамом є К'єркегор, а Ісааком є Регіна.

## Цитати
- «Віра полягає саме в тому парадоксі, що індивід, як цей індивід, є вищим за загальне, що він протистоїть йому за своїм правом, не підпорядкований йому, а вище нього. через загальне стає індивід, який, як цей індивід, стоїть в абсолютному відношенні до абсолюту».
- «Він діє в силу абсурду, оскільки саме абсурдом є те, що як ця особа він вищий за генерала. […] Завдяки абсурду він повертає Ісаака. Тому Авраам ніколи не є трагіком герой, але щось зовсім інше: убивця чи віруючий».
- «Етичне є загальним, і як таке воно знову є божественним. Тому правильно сказати, що кожен обов'язок є фундаментально обов'язком перед Богом. Але якщо ви не можете сказати про це більше, тоді ви скажете, що я насправді не мають жодних обов'язків перед Богом».
- «Справжній лицар віри — це свідок, він ніколи не вчитель».
- Або тоді існує абсолютний обов'язок перед Богом, і якщо він є, то це описаний тут парадокс, що індивід як цей індивід є вищим за загальне, і що як індивід він стоїть в абсолютному відношенні до абсолюту — або невже віри ніколи не існувало, тому що вона була завжди, і тоді Авраам втрачається".